# Edward Moringe Sokoine
Edward Moringe Sokoine (* 1938; † 12. April 1984) war der zweite Premierminister von Tansania. Er hatte zwei Amtszeiten vom 13. Februar 1977 bis 7. November 1980 und vom 23. Februar 1983 bis zum 12. April 1984. Er war damit der vierte Premierminister seit der Unabhängigkeit Tansanias 1961. Die Sokoine University of Agriculture in Morogoro wurde nach ihm benannt.

## Leben
Sokoine wurde 1938 in Monduli, südlich der Stadt Arusha, geboren. Er besuchte von 1948 bis 1958 die Schulen in Monduli und Umbwe und schloss sich 1961 der Tanganyika African National Union (TANU) an, die von Julius Nyerere gegründet wurde. Von 1962 bis 1963 war Sokoine in Deutschland, um zu studieren. Nach seiner Rückkehr wurde er zum District Executive Officer vom Distrikt Masai ernannt und wurde in die Nationalversammlung erhoben. 1967 wurde er Minister der Kommunikation, Transport und Arbeit. Sein politischer Erfolg hielt aber weiter an. 1970 wurde er Minister of State und 1972 wurde Sokoine Verteidigungsminister. Danach war er erneut Mitglied der Nationalversammlung, diesmal für Monduli. Nach der Bildung der Chama Cha Mapinduzi im Jahre 1977 wurde Sokoine Mitglied des Zentralausschusses. Daraufhin wurde er zum neuen Premierminister der Vereinigten Republik Tansania ernannt und war bis 1981 im Amt. 
Im Jahr 1983 wurde er wiedergewählt. Als 1984 die Debatte um die Nachfolge von Präsident Nyerere einsetze, war Sokoine darin ein oft genannter und populärer Name. Sein Tod am 12. April 1984 durch einen Autounfall wurde Anlass für vielfältige Verschwörungstheorien.
Seine Erinnerung wird bis heute (2019) wachgehalten.